# Jespák písečný
Jespák písečný (Calidris alba) je středně velký druh jespáka z podřádu bahňáků. Má krátký, dosti silný zobák. Ve svatebním šatu má výrazně skvrnitá pera hřbetu a krovek, hruď je rezavá nebo šedá s černým skvrněním, zbytek spodiny má bílý. V prostém šatu je zespodu bílý, shora světle šedý (šedá vybíhá na strany hrudi); mladí ptáci jsou podobní ptákům v prostém šatu, šedé partie jsou však černě skvrněné. V letu jsou nápadná tmavá, až černošedá křídla s širokou bílou páskou. Hnízdí daleko v Arktidě, na tahu a v zimě se zdržuje v početných hejnech na plážích na okraji vodní hladiny. Vzácně zaletuje také do vnitrozemí.

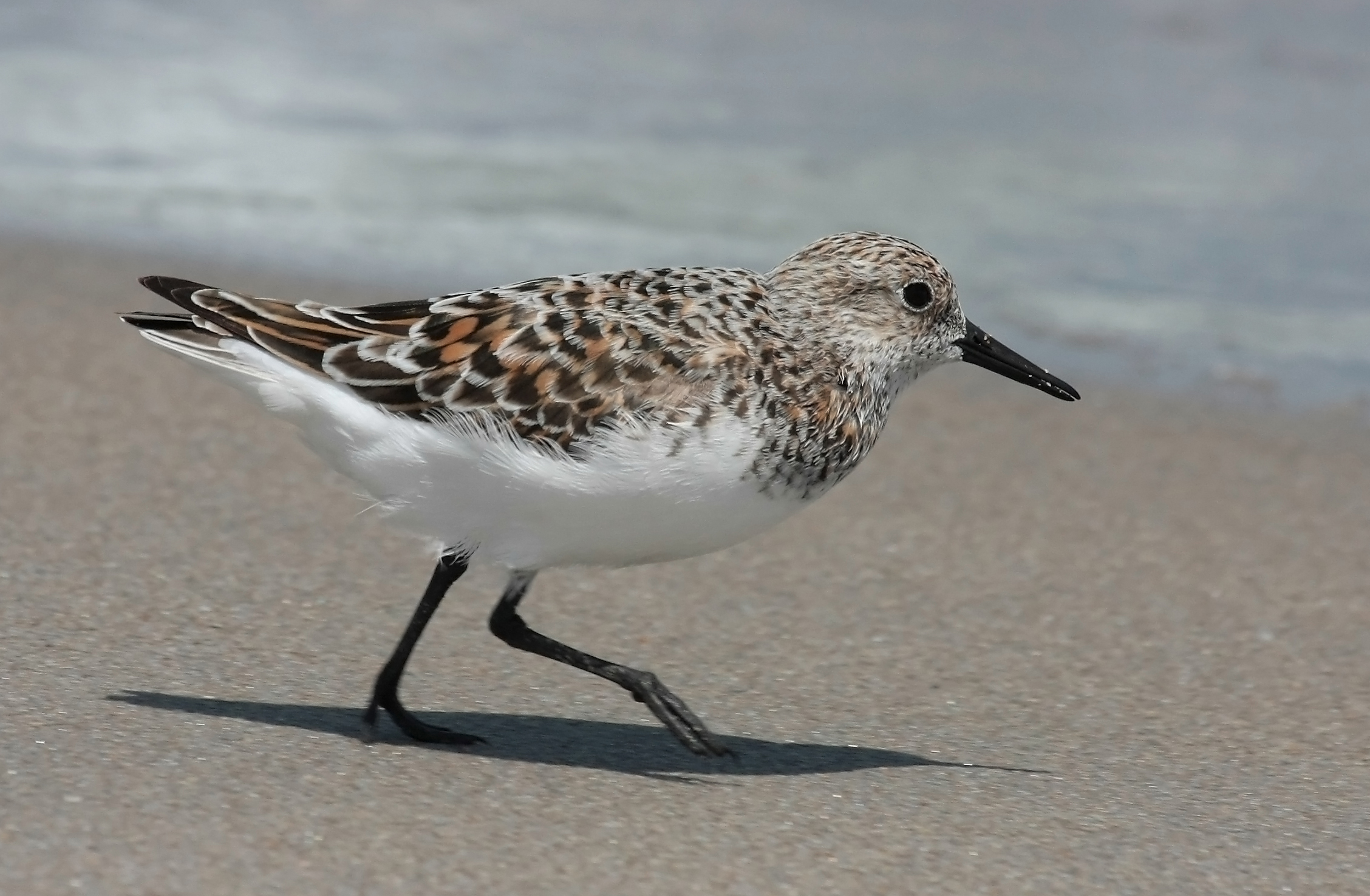
Dospělý pták ve svatebním šatu
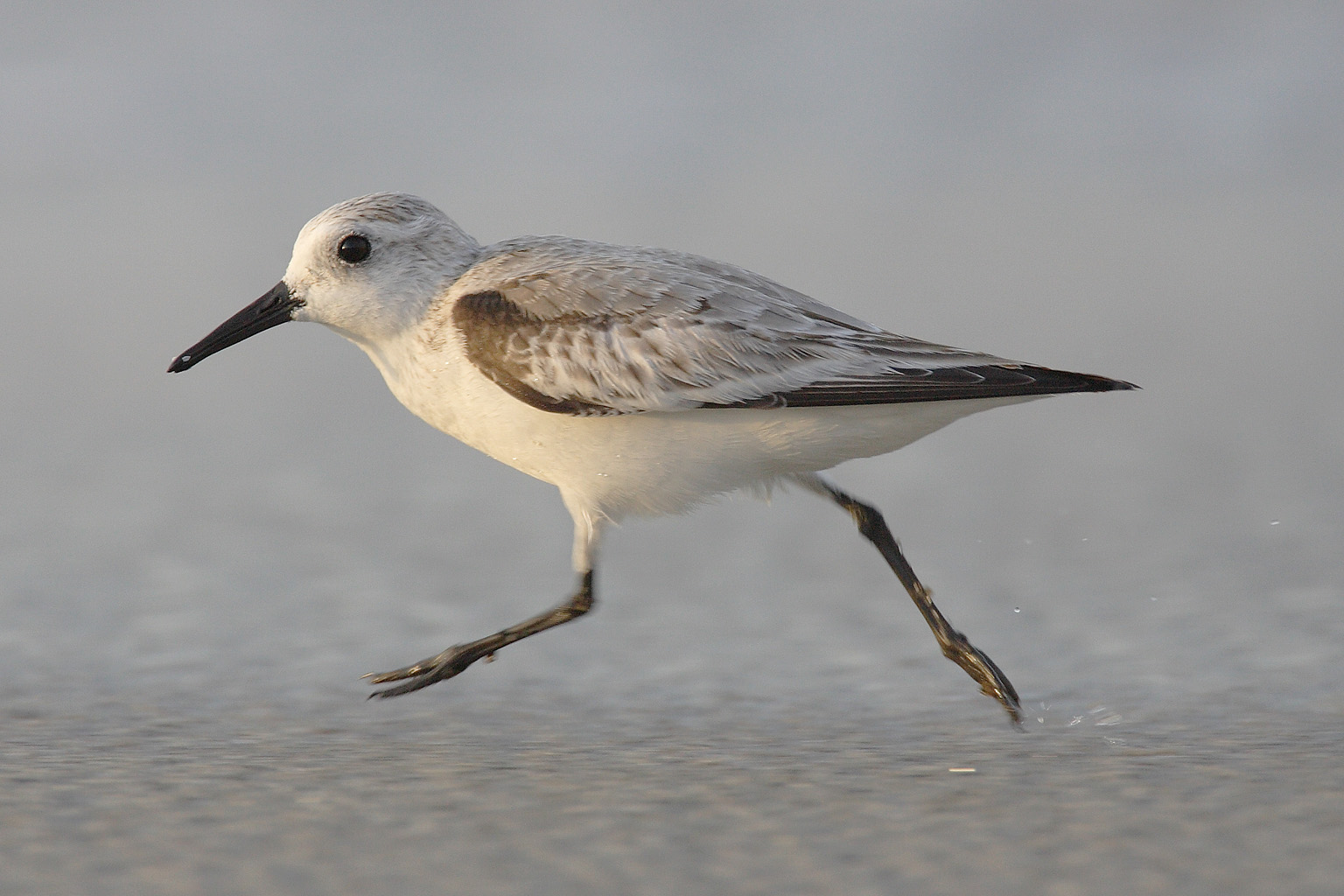
Dospělý pták v prostém šatu